# Clínica Corachan
La Clínica Corachan es un centro médico privado situado en el barrio de Sarrià de la ciudad de Barcelona, fundada en 1921 por el médico Manuel Corachán i García, en una torre que todavía se conserva dentro de las instalaciones de la Clínica. Posee tres edificios, el central (calle Buïgas), Corachan Nord (calle de las Tres Torres) y Corachan Sarrià (paseo de San Juan Bosco). Este último inaugurado en 2022. Bartolomé Martínez es el consejero de Clínica Corachan desde febrero de 2015. La Fundación Corachan, dedicada a promover la formación de profesional sanitario, está presidido por Javier Moll.

## Historia
Situada sobre el trazado inicial de la Ronda del Mig, el edificio se pudo salvar gracias a una desviación en la planificación inicial. A lo largo de su historia, la institución ha realizado diversas ampliaciones, la más importante en 2014, con la construcción de un nuevo edificio totalmente integrado en el resto del complejo sanitario, que incorpora instalaciones de vanguardia, nuevas salas de operaciones integradas de alta tecnología, una nueva y completa área obstétrica, un nuevo servicio de urgencias, nuevas habitaciones, nuevas plazas de párking, una nueva resonancia magnética de alta gama y muchos servicios más.
Actualmente, el complejo sanitario ocupa una superficie total de 42 000 m², donde trabajan directa o indirectamente más de 1200 profesionales y colaboradores.
En las ediciones 2009, 2015, 2016, 2017, 2018 y 2019 del TOP 20 de IASIST, la Clínica Corachan obtuvo el galardón de mejor clínica de España en la categoría de hospitales privados de gran estructura.